# Callirhoe pedata
Callirhoe pedata är en malvaväxtart som först beskrevs av Thomas Nuttall och William Jackson Hooker, och fick sitt nu gällande namn av Asa Gray. Callirhoe pedata ingår i släktet Callirhoe och familjen malvaväxter. Inga underarter finns listade i Catalogue of Life.